# Starr
|  | Per a altres significats, vegeu «Starr (desambiguació)». |

Starr és una població dels Estats Units a l'estat de Carolina del Sud. Segons el cens del 2000 tenia 173 habitants.

## Demografia
Segons el cens del 2000, Starr tenia 173 habitants, 74 habitatges i 50 famílies. La densitat de població era de 45,1 habitants/km².
Dels 74 habitatges en un 24,3% hi vivien nens de menys de 18 anys, en un 59,5% hi vivien parelles casades, en un 5,4% dones solteres, i en un 31,1% no eren unitats familiars. En el 27% dels habitatges hi vivien persones soles el 12,2% de les quals corresponia a persones de 65 anys o més que vivien soles. El nombre mitjà de persones vivint en cada habitatge era de 2,34 i el nombre mitjà de persones que vivien en cada família era de 2,82.
Per edats la població es repartia de la següent manera: un 19,1% tenia menys de 18 anys, un 9,2% entre 18 i 24, un 26% entre 25 i 44, un 31,8% de 45 a 60 i un 13,9% 65 anys o més.
L'edat mediana era de 40 anys. Per cada 100 dones de 18 o més anys hi havia 91,8 homes.
La renda mediana per habitatge era de 34.167 $ i la renda mediana per família de 41.875 $. Els homes tenien una renda mediana de 27.250 $ mentre que les dones 21.875 $. La renda per capita de la població era de 16.350 $. Entorn del 25% de les famílies i el 29,6% de la població estaven per davall del llindar de pobresa.

## Poblacions més properes
El següent diagrama mostra les poblacions més properes.